# Orthodon
Neomuellera  é um gênero botânico da família Lamiaceae

## Espécies
Constituido por 29 espécies:
Orthodon angustifolius Orthodon cavaleriei Orthodon chinensis
Orthodon diantherus Orthodon exfoliatus Orthodon fomosanus
Orthodon fordii Orthodon grosseserratus Orthodon hadai
Orthodon hangchouensis Orthodon hangchoueosis Orthodon hirtus
Orthodon japonicum Orthodon lanceolatus Orthodon leucanthus
Orthodon longibracteatus Orthodon longispicus Orthodon lysimachiiflorus
Orthodon mayebaranus Orthodon nakaii Orthodon pauciflorus
Orthodon perforatus Orthodon punctatus Orthodon punctulatus
Orthodon scaber Orthodon scabra Orthodon soochouensis
Orthodon tenuicaulis Orthodon thymolifer